# Nekrolog 1590
Nekrolog
◄◄
| ◄
| 1586
| 1587
| 1588
| 1589
| 1590 | 1591 | 1592 | 1593 | 1594 | ► | ►►
Weitere Ereignisse | Allgemeiner Nekrolog 1590
Die Beschreibung der verstorbenen Person sollte so kurz wie möglich gehalten sein und nur deren signifikante Tätigkeit(en) enthalten.
Neue Namen ggf. auch unter dem Geburts- und Sterbedatum, also etwa unter 1. Januar und im Geburts- und Sterbejahr (2024) eintragen (nur bei entsprechender großer Wichtigkeit). Für Beispiele siehe die schon vorhandenen Artikel.
Außerdem über die fünf zuletzt Verstorbenen, zu denen es einen ausreichend guten Artikel für eine Präsentation auf der Hauptseite gibt, nach der todesbedingten Überarbeitung der Artikel ggf. auch unter Wikipedia Diskussion:Hauptseite informieren und sie am besten auch in den anderen Wikipedia-Sprachversionen eintragen. Tipp: Regelmäßig bei news.google.de nach „ist tot“, „gestorben“ oder „verstorben“ suchen.
Wenn eine Person gestorben ist, gibt es viele Seiten zu dieser Person in der Wikipedia, die davon auch betroffen sind und entsprechend aktualisiert werden müssen. Beispiele: Namenübersichtsseite, Geburtsjahr, Geburtsort-Seiten und viele mehr.
Wie finde ich die betroffenen Seiten?
Im Suchfeld auf der linken Seite gibt man den Suchbegriff so ein: „Vorname Nachname“. Dann klickt man auf Volltext und alle Seiten mit entsprechendem Suchtext werden aufgerufen. Hier sieht man dann schnell, wo auch das Todesjahr Sinn macht oder sogar ein Teil des Artikels angepasst werden muss. Auch hilft das „Werkzeug“ auf der linken Seite sehr gut, um solche Seiten aufzufinden: „Links auf diese Seite“. Somit ist die Wikipedia wieder aktuell in allen Bereichen! Hinweis: bei Eintragung der Kategorie „Gestorben JAHR“ wird der Missbrauchsfilter 49 ausgelöst, was jedoch nicht schlimm ist. Siehe: Spezial:Missbrauchsfilter/49
Dies ist eine Liste von im Jahr 1590 verstorbenen bekannten Persönlichkeiten. Die Einträge erfolgen innerhalb der einzelnen Daten alphabetisch sortiert. Tiere sind im Nekrolog für Tiere zu finden.

## Januar
| Tag        | Name                        | Beruf, bekannt als                                        | Alter | Beleg |
| ---------- | --------------------------- | --------------------------------------------------------- | ----- | ----- |
| 7. Januar  | Jakob Andreae               | deutscher lutherischer Theologe                           | 61    |       |
| 13. Januar | Francisco de Salinas        | spanischer Musiker, Organist, Musiktheoretiker und Lehrer | 76    |       |
| 17. Januar | Andreas Franckenberger      | deutscher Historiker und Rhetoriker                       |       |       |
| 20. Januar | Giovanni Battista Benedetti | italienischer Mathematiker, Physiker und Philosoph        | 59    |       |

## Februar
| Tag         | Name                     | Beruf, bekannt als                                                        | Alter | Beleg |
| ----------- | ------------------------ | ------------------------------------------------------------------------- | ----- | ----- |
| 1. Februar  | Laurence Humphrey        | englischer puritanischer Theologe                                         |       |       |
| 1. Februar  | Caterina de’ Ricci       | italienische Dominikanerin und Heilige                                    | 67    |       |
| 2. Februar  | Martin Medek von Müglitz | Erzbischof von Prag                                                       |       |       |
| 3. Februar  | Germain Pilon            | französischer Bildhauer                                                   |       |       |
| 4. Februar  | Nicole de Savigny        | Baronin von Saint-Remy und Mätresse des französischen Königs Heinrich II. |       |       |
| 5. Februar  | Adam von Dietrichstein   | österreichischer Adeliger und Diplomat im Dienst des Hauses Habsburg      | 62    |       |
| 11. Februar | Balthasar Batthyány      | General im Kampf gegen die Türken                                         |       |       |
| 12. Februar | Franciscus Hotomanus     | französischer Jurist                                                      | 65    |       |
| 12. Februar | Johann Kittel            | deutscher Theologe und Pädagoge                                           | 70    |       |
| 14. Februar | Gioseffo Zarlino         | italienischer Musiktheoretiker und Komponist                              | 72    |       |
| 19. Februar | Philipp IV.              | Graf von Hanau-Lichtenberg (1538–1590)                                    | 75    |       |
| 21. Februar | Franz Eler               | deutscher Musikschriftsteller und Pädagoge                                |       |       |
| 25. Februar | Hieronymus Mencel        | deutscher evangelischer Theologe                                          | 73    |       |

## März
| Tag               | Name                   | Beruf, bekannt als                                                                                       | Alter | Beleg |
| ----------------- | ---------------------- | --- | ----- | ----- |
| 4. März           | Hedwig von Württemberg | Prinzessin von Württemberg, durch Heirat Landgräfin von Hessen-Marburg                                   | 43    |       |
| 8. März           | Christian Amport       | Schweizer evangelischer Geistlicher und Hochschullehrer                                                  |       |       |
| 9. März           | Johannes König         | deutscher Rechtswissenschaftler und Syndikus der Universität Tübingen                                    |       |       |
| 14. März          | Philip von Egmond      | Graf von Egmond, Fürst von Gavere, Baron von Gaesbeek                                                    |       |       |
| 15. März/16. März | Bartholomew Clerke     | englischer Jurist, Politiker und Diplomat und Regius Professor of Civil Law an der Universität Cambridge |       |       |
| 22. März          | Antonius Gardesoni     | italienischer Steinmetzmeister der Renaissance                                                           |       |       |
| 25. März          | Ludwig von Eberstein   | Kaiserlicher Diplomat und Vertreter der pommerschen Landstände.                                          |       |       |

## April
| Tag       | Name                              | Beruf, bekannt als                                            | Alter | Beleg |
| --------- | --------------------------------- | ------------------------------------------------------------- | ----- | ----- |
| 2. April  | Elisabeth von Sachsen             | Pfalzgräfin von Simmern                                       | 37    |       |
| 6. April  | Francis Walsingham                | Begründer des britischen Geheimdienstes                       |       |       |
| 9. April  | Christoph Preuss von Springenberg | deutscher Dichter und Rhetoriker                              | 75    |       |
| 12. April | Samuel Apiarius                   | Schweizer Buchdrucker und Musikverleger                       |       |       |
| 16. April | Martin Donk                       | katholischer Pfarrer und entschiedener Gegner der Reformation | 83    |       |

## Mai
| Tag    | Name       | Beruf, bekannt als                                                                         | Alter | Beleg |
| ------ | ---------- | ------------------------------------------------------------------------------------------ | ----- | ----- |
| 9. Mai | Charles I. | französischer römisch-katholischer Geistlicher; Kardinal; Erzbischof von Rouen (1550–1590) | 66    |       |

## Juni
| Tag      | Name                  | Beruf, bekannt als                       | Alter | Beleg |
| -------- | --------------------- | ---------------------------------------- | ----- | ----- |
| 28. Juni | Martin von Schaumberg | Fürstbischof zu Eichstätt                |       |       |
| Juni     | Blasius Amon          | österreichischer Sänger und Komponist    |       |       |
| Juni     | Maha Thammaracha      | Herrscher des Königreiches von Ayutthaya |       |       |

## Juli
| Tag      | Name                | Beruf, bekannt als                                                  | Alter | Beleg |
| -------- | ------------------- | ------------------------------------------------------------------- | ----- | ----- |
| 4. Juli  | Adrian Albinus      | deutscher Rechtswissenschaftler                                     | 76    |       |
| 8. Juli  | Sebastian Pollinger | deutscher Weihbischof und Universitätsrektor                        |       |       |
| 10. Juli | Karl II.            | Erzherzog von Innerösterreich                                       | 50    |       |
| 22. Juli | Leone Leoni         | italienischer Bildhauer, Goldschmied und Medailleur der Renaissance |       |       |
| 23. Juli | Barbara Lierheimer  | Opfer der Nördlinger Hexenverfolgung                                |       |       |

## August
| Tag        | Name                     | Beruf, bekannt als                       | Alter | Beleg |
| ---------- | ------------------------ | ---------------------------------------- | ----- | ----- |
| 6. August  | Johann Campinge          | niederländischer Pädagoge und Philologe  |       |       |
| 17. August | Jakob III.               | Markgraf von Baden-Hachberg              | 28    |       |
| 24. August | Franz von Stiten         | Ratsherr der Hansestadt Lübeck           |       |       |
| 27. August | Sixtus V.                | Papst (1585–1590)                        | 68    |       |
| 30. August | Johann Agricola          | evangelischer Theologe                   |       |       |
| August     | Jacobus Tabernaemontanus | deutscher Arzt und Botaniker             |       |       |
| August     | Lorenz Wydeman           | deutscher Hochschul- und Gymnasiallehrer |       |       |

## September
| Tag           | Name                         | Beruf, bekannt als                                                                                  | Alter | Beleg |
| ------------- | ---------------------------- | --------------------------------------------------------------------------------------------------- | ----- | ----- |
| 1. September  | Hanns Wagner                 | Schweizer Dramatiker und Regisseur                                                                  | 67    |       |
| 10. September | Magdalena von Österreich     | Mitglied aus dem Hause Habsburg; sowie Gründerin und Fürstäbtissin des Damenstifts in Hall in Tirol | 58    |       |
| 13. September | Johann Wilhelm von Rogendorf | österreichischer Adliger und Landmarschall                                                          | 59    |       |
| 20. September | Lodovico Agostini            | italienischer Komponist, Sänger, Priester und Lehrer in der späten Renaissance                      |       |       |
| 20. September | Robert Garnier               | französischer Dichter                                                                               |       |       |
| 27. September | Urban VII.                   | Papst (1590)                                                                                        | 69    |       |

## Oktober
| Tag         | Name                         | Beruf, bekannt als                                | Alter | Beleg |
| ----------- | ---------------------------- | ------------------------------------------------- | ----- | ----- |
| 4. Oktober  | Federico Cornaro             | italienischer Kardinal                            | 59    |       |
| 4. Oktober  | Jacques Cujas                | Jurist für römisches Recht                        |       |       |
| 8. Oktober  | Henning Conradinus           | deutscher Lehrer und Dichter                      |       |       |
| 12. Oktober | Kanō Eitoku                  | japanischer Maler                                 | 47    |       |
| 16. Oktober | Anna von Österreich          | Herzogin von Bayern                               | 62    |       |
| 18. Oktober | Philipp                      | Herzog von Schleswig-Holstein-Gottorf (1587–1590) | 20    |       |
| 23. Oktober | Bernardino de Sahagún        | spanischer Missionar und Ethnologe                |       |       |
| 29. Oktober | Dirck Volkertszoon Coornhert | niederländischer Dichter, Gelehrter und Politiker |       |       |

## November
| Tag          | Name                                 | Beruf, bekannt als                                                   | Alter | Beleg |
| ------------ | ------------------------------------ | -------------------------------------------------------------------- | ----- | ----- |
| 18. November | George Talbot, 6. Earl of Shrewsbury | englischer Adliger                                                   |       |       |
| 19. November | Girolamo Zanchi                      | reformierter Theologe, Konfessionalist und Reformator                | 74    |       |
| 29. November | Nicodemus Frischlin                  | späthumanistischer Philologe, neulateinischer Dramatiker und Lyriker | 43    |       |
| November     | Gilbert Gifford                      | englischer Doppelagent                                               |       |       |
| November     | Laurentius Lombardo                  | Geistlicher und Abt                                                  |       |       |

## Dezember
| Tag          | Name             | Beruf, bekannt als                                          | Alter | Beleg |
| ------------ | ---------------- | ----------------------------------------------------------- | ----- | ----- |
| 5. Dezember  | Johann Habermann | lutherischer Theologe, Erbauungsschriftsteller und Hebraist | 74    |       |
| 20. Dezember | Ambroise Paré    | französischer Chirurg                                       |       |       |

## Datum unbekannt
| Tag | Name                          | Beruf, bekannt als                                                                 | Alter | Beleg |
| --- | ----------------------------- | ---------------------------------------------------------------------------------- | ----- | ----- |
|     | Sophia von Alvensleben        | Äbtissin                                                                           |       |       |
|     | Baptiste Androuet du Cerceau  | französischer Architekt                                                            |       |       |
|     | Per Brahe der Ältere          | schwedischer Reichsdrost und Graf zu Visingsborg                                   |       |       |
|     | Christina von Dänemark        | Herzogin von Mailand und Lothringen, Prinzessin von Dänemark                       |       |       |
|     | Castore Durante               | italienischer Arzt und Botaniker                                                   |       |       |
|     | Beatriz de Estrada            | Frau von Francisco Vásquez de Coronado                                             |       |       |
|     | Sigmund Feyerabend            | deutscher Verleger                                                                 |       |       |
|     | Martín Ruiz de Gamboa         | Gouverneur von Chile (1580–1583)                                                   |       |       |
|     | Francesco Giuntini            | italienischer Theologe, Mathematiker und Astrologe                                 |       |       |
|     | Paul Goldstainer              | Ratsherr, Bürgermeister und Chronist von Schwäbisch Gmünd                          |       |       |
|     | Frans Hogenberg               | Kupferstecher und Radierer                                                         |       |       |
|     | Hōjō Ujimasa                  | 4. Oberhaupt der Späten Hōjō und Daimyō                                            |       |       |
|     | Paul Karádi                   | Buchdrucker und Vertreter des Unitarismus in Ungarn und im Banat                   |       |       |
|     | James Lovell                  | englischer Kapitän und Freibeuter                                                  |       |       |
|     | Guillaume Mazuel              | französischer Instrumentalmusiker                                                  |       |       |
|     | Heinrich XIII. von Pappenheim | erzherzöglicher Rat von Österreich, Bayerischer Rat und Pfleger in Wemding im Ries |       |       |
|     | Beatus a Porta                | Bischof von Chur                                                                   |       |       |
|     | Marietta Robusti              | italienische Malerin                                                               |       |       |
|     | Étienne Tabourot              | französischer Schriftsteller                                                       |       |       |
|     | Fernando de Toledo Oropesa    | Kardinal der römisch-katholischen Kirche                                           |       |       |
|     | Matthias Vehe-Glirius         | antitrinitarischer Theologe                                                        |       |       |